# Elytraria acaulis
Elytraria acaulis är en akantusväxtart som först beskrevs av Carl von Linné d.y., och fick sitt nu gällande namn av Gustav Lindau. Elytraria acaulis ingår i släktet Elytraria och familjen akantusväxter. Inga underarter finns listade i Catalogue of Life.